# علی کاشانی (بسکتبال)
علی کاشانی (زادهٔ ۶ دی ۱۳۷۹ در تهران) بازیکن بسکتبال اهل ایران است. او عضو باشگاه بسکتبال ذوب‌آهن اصفهان و تیم ملی ایران نوین بوده‌است. کاشانی در رقابت‌های داخلی، منطقه‌ای و بین‌المللی حضور داشته و از جمله بازیکنان جوان و آینده‌دار بسکتبال ایران محسوب می‌شود.

## زندگی ورزشی

### باشگاهی
علی کاشانی بسکتبال حرفه‌ای را با تیم بزرگسالان اکسون تهران از سال ۱۳۹۷ آغاز کرد و تا سال ۱۴۰۰ در این تیم بازی کرد. سپس به باشگاه بسکتبال ذوب‌آهن اصفهان پیوست و از سال ۱۴۰۰ تاکنون در این تیم بازی می‌کند. او در رقابت‌های بسکتبال قهرمانی باشگاه‌های غرب آسیا (WASL) سال ۲۰۲۲ با ذوب‌آهن شرکت کرد.
کاشانی با تیم ذوب‌آهن در دو فصل متوالی لیگ برتر بسکتبال (۱۴۰۱ و ۱۴۰۲) به مقام سوم دست یافت.
در سال ۱۴۰۳ نیز قرارداد او با باشگاه ذوب‌آهن تمدید شد.

### ملی
کاشانی سابقه بازی در رده‌های پایه تیم ملی را دارد. او در مسابقات بسکتبال غرب آسیا در سال ۲۰۱۶ (تهران) و ۲۰۱۸ (اردن) به مقام قهرمانی رسید. همچنین در سال ۲۰۱۸ در مسابقات قهرمانی بسکتبال زیر ۱۸ سال آسیا در تایلند شرکت کرد.
در سال ۲۰۲۳ به تیم ملی ایران نوین دعوت شد و در جام ویلیام جونز شرکت کرد.

## افتخارات

### باشگاهی
- مقام سوم لیگ برتر بسکتبال ایران – فصل ۱۴۰۱ با ذوب‌آهن
- مقام سوم لیگ برتر بسکتبال ایران – فصل ۱۴۰۲ با ذوب‌آهن
- حضور در مسابقات باشگاه‌های غرب آسیا (WASL) – ۲۰۲۲

### ملی
- قهرمان مسابقات غرب آسیا – ۲۰۱۶، تهران
- قهرمان مسابقات غرب آسیا – ۲۰۱۸، اردن
- شرکت در مسابقات زیر ۱۸ سال آسیا – ۲۰۱۸، تایلند
- عضو تیم ملی ایران نوین – جام ویلیام جونز ۲۰۲۳